# Organo della chiesa di Santa Maria a Helsingør

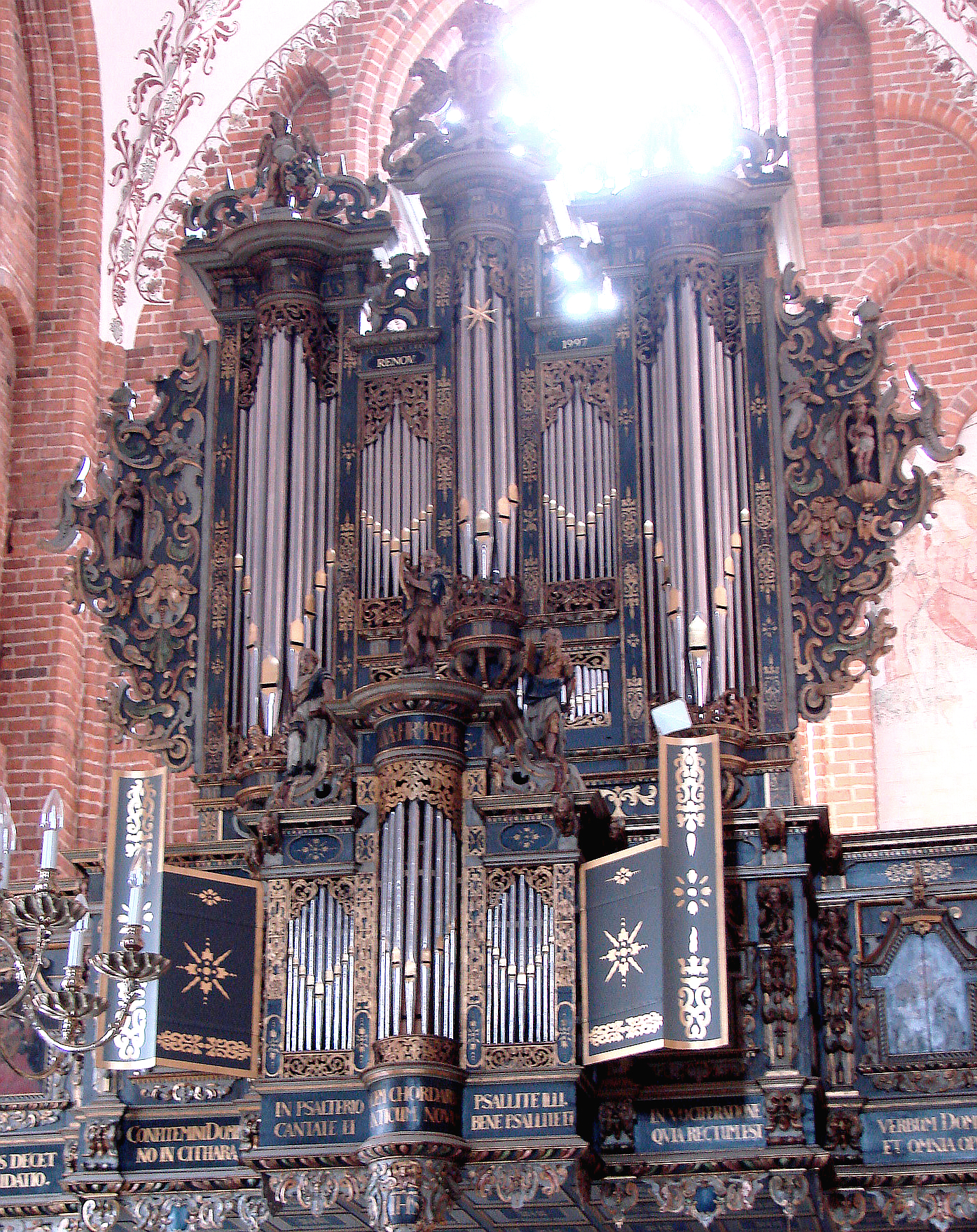
L'organo della chiesa di Santa Maria a Helsingør

Con organo della chiesa di Santa Maria ci si riferisce a un organo monumentale costruito a Helsingør, in Danimarca.

## Storia
L'organo della chiesa di Santa Maria venne costruito da Johann Lorentz nel 1636. Nel 1662, mentre era organista titolare Dietrich Buxtehude, la chiesa pagò 393 talleri all'organaro Hans Christoph Fritzsche per alcuni interventi, come l'ampliamento dell'hovedvaerk e la costruzione di un falso brustwerk con canne placcate d'argento.
L'organo, dopo l'intervento di Fritzsche, consisteva in uno strumento da 24 registri: sette nel positivo, nove nel grand'organo e otto nella pedaliera. Il corista del La corrispondeva a 435 Hz. La disposizione fonica era la seguente:
| I - Rygpositiv |     |
| Gedakt         | 8'  |
| Principal      | 4'  |
| Fløjte         | 4'  |
| Quint          | 3'  |
| Oktav          | 2'  |
| Scharf         | III |
| Krumbhorn      | 8'  |

| II - Hovedvaerk |        |
| Principal       | 8'     |
| Gedakt          | 8'     |
| Oktav           | 4'     |
| Rørfløjte       | 4'     |
| Quint           | 2' 2/3 |
| Oktav           | 2'     |
| Siffløte        | 1' 1/2 |
| Mixtur          | III-IV |
| Trompet         | 8'     |

| Pedal         |     |
| Untersatz     | 16' |
| Principal     | 8'  |
| Gedakt        | 8'  |
| Oktav         | 4'  |
| Rauschpfeiffe | II  |
| Posaune       | 16' |
| Trompet       | 8'  |
| Trompet       | 4'  |

| Accessori   |
| Cymbelstern |

Nel 1854 l'organo venne demolito per fare spazio a un nuovo strumento: solo ventisette canne della facciata, non più funzionanti, rimasero al loro posto. La cassa lignea seicentesca, riccamente lavorata, non venne toccata. Nel 1960 l'organaro Theodor Frobenius demolì l'organo ottocentesco, riutilizzò la cassa seicentesca e costruì un organo neobarocco dietro le canne della facciata, includendo anche le vecchie canne del rygpositiv. Inoltre, Frobenius aggiunse un vero brustwerk da cinque registri. La Marcusses & Son, nel 1997, ricostruì lo strumento secondo le caratteristiche originali di Lorentz e Fritzsche.

## Caratteristiche tecniche
Attualmente l'organo è a trasmissione interamente meccanica, la pressione del vento è di 66,3 mm in colonna d'aria, il corista del La corrisponde a 435 Hz e il temperamento è il Werckmeister. La disposizione fonica è la seguente:
| I - Rückwerk |     |
| Gedakt       | 8'  |
| Principal    | 4'  |
| Oktav        | 4'  |
| Flöit        | 4'  |
| Quint        | 3'  |
| Octava       | 2'  |
| Sesquialtera | II  |
| Scharf       | III |
| Krumbhorn    | 8'  |

| II - Manualwerk |        |
| Principal       | 8'     |
| Gedacht         | 8'     |
| Octava          | 4'     |
| Rohrflöit       | 4'     |
| Quint           | 3'     |
| Octava          | 2'     |
| Zifflöit        | 1' 1/2 |
| Mikstur         | IV     |
| Tromba          | 4'     |

| III - Brustwerk |    |
| Gedacht         | 8' |
| Flöit           | 4' |
| Gemshorn        | 2' |
| Sedicesima      | 1' |
| Fach Regal      | 8' |

| Pedal         |     |
| Untersatz     | 16' |
| Principal     | 8'  |
| Gedacht       | 8'  |
| Octava        | 4'  |
| Rauschpfeiffe | III |
| Posaune       | 16' |
| Fach Trompet  | 8'  |
| Trompet       | 4'  |

| Accessori   |
| Cymbelstern |
| Tremulant   |